# نویتسله
نویتسله (به آلمانی: Neuzelle) یک شهر در آلمان است که در اودر-اشپری واقع شده‌است. نویتسله ۴٬۶۳۵ نفر جمعیت دارد.